# 国家中心国公立大学
国家中心国公立大学校（こっかちゅうしんこくこうりつだいがっこう）とは、韓国で「国家中心国公立大学校総長協議会」に加入されている全国18の国公立大学を通称する言葉である。
略称は地中国。

## 名称
地域中心国公立大学校（2000年 - 2020年）
国家中心国公立大学校（2021年 - ）

## 所属大学

### 首都圏
- ソウル科学技術大学校
- ソウル市立大学校
- 韓京国立大学校
- 韓国体育大学校

### 江原道
- 江陵原州大学校

### 慶尚道
- 金烏工科大学校
- 釜慶大学校
- 国立慶国大学校
- 昌原大学校
- 韓国海洋大学校

### 全羅道
- 群山大学校
- 木浦大学校
- 木浦海洋大学校
- 順天大学校

### 忠清道
- 公州大学校
- 韓国教員大学校
- 韓国交通大学校
- ハンバッ大学校